# 托伊米·阿拉塔洛
托伊米·阿拉塔洛（芬蘭語：Toimi Alatalo，1929年4月4日—2014年4月28日），芬兰男子越野滑雪运动员。他曾代表芬兰参加1960年冬季奥林匹克运动会越野滑雪比赛，获得一枚金牌。